# マジックアイ

EM11型マジックアイ

マジックアイ (magic eye tube) は、真空管の一種。種別としては表示管に分類される。かつてのラジオ受信機やオーディオ機器に使用され、ラジオの受信強度や同調状態、出力信号の強度などを蛍光表示する。日本語では同調指示管（どうちょうしじかん）と呼ばれる。
表示部の形は複数あるが、もっともよく知られているタイプは、円形部に扇が重なるように表示されるタイプである（右記写真参照）。
1937年にアレン・デュモン博士によって発明されて以降、すぐにラジオ受信機の前面に装着されはじめ、それまで一般的だった「Tuneon」と呼ばれるネオン管を次々と駆逐していった。
日本においては、1950年代初頭（昭和27 - 28年頃）に発売されたラジオから徐々に搭載されていった。

## ラジオにおける使用
マジックアイはまずラジオに搭載され使用された。目的は受信感度がもっとも強くなるポイントにチューニングダイヤルを合わせやすくするためである。自動利得制御 (AGC) のあるAM方式の受信回路では、耳で聞きながらの音声レベルによる判断では AGC の働きもあり、チューニングのピークがつかみにくい。一方でその AGC 電圧をマジックアイにより可視化すれば、ピークがよく現れるうえに、視覚で確認しながらのチューニングは聴覚に頼った操作よりはるかに確実である、というカラクリである。
その後、1950年代に入ると、徐々にFM受信機が使われ出したが、FMラジオの場合AMラジオ用のマジックアイをそのまま使用する事が出来ない為、特殊な回路を組み込む必要があった。しかし、同時期に6AL7-GTというFMラジオの同調に対応したマジックアイが開発されると、AMラジオの同調と共通に利用可能となった。また、音声多重によるステレオ放送が始まると、左右両チャンネルの状態を、それぞれ表示するようになった。

## その他の用途
ラジオ以外ではリール式のテープレコーダーにおいて、レベルメーターとして使用された。当時の電子部品の中にあって、マジックアイの価格が、機械式のメーターよりも安かったというのが、その理由であった。機構的な可動部を持たないため、レスポンスが速いという利点もある。
日本においては、短波 (SW) とAMラジオが組み込まれた一体型の電蓄やステレオ機器に数多く搭載された。

## 需要の終焉
マジックアイは1960年代（昭和30年代）中盤のトランジスタラジオの登場により、真空管ラジオの需要が衰退し始めると、それに歩調を合わせるように生産が縮小していった。米国では1980年に真空管ラジオの市販が終了すると、それ以降はマジックアイを採用する機器はほぼ無くなった。なお、米国では商用電源が200Vであった事もマジックアイの終焉の要因ともなった。多くのマジックアイは動作電圧が100Vであった為、半導体素子や光電管の普及と共に同調指示の代替が行えるようになると、100Vへの降圧回路を用いてまでマジックアイを採用する意味が無くなったのである。
また、マジックアイは内部の蛍光塗料が使用と共に劣化する為、一般的な真空管の動作寿命（約1000時間）よりも遙かに短い時間（概ね数百時間以下とされる）で寿命を迎える。正確には、物理的に破損しない限り真空管としての動作はするのであるが、発光が極めて弱くなってしまい、暗闇の中でしか発光の確認が出来なくなるといった不具合が生じる為、真空管ラジオの全盛期にはマジックアイは「発光が暗くなったら交換する」定期交換部品という扱いであった。
しかし、真空管の需要の衰退と共にマジックアイの生産を手掛けるメーカーも減少していき、2015年現在では新品の入手は市場在庫を残すのみとなり、年代が下る毎にその市場価格は高騰の一途を辿っている。こうした中、発光ダイオードを用いて擬似的にマジックアイの動作を再現する代替品の開発が電子工作愛好者の間で行われており、6E5型等のごく一般的なマジックアイについては代替品の利用が行えるようになっている。

## その他
副次的に増幅作用があることが判明している。